# Margarospermum officinale
Margarospermum officinale là loài thực vật có hoa trong họ Mồ hôi. Loài này được (L.) Decne. mô tả khoa học đầu tiên năm 1844.